# Propose
 (mars 2012).
Si vous disposez d'ouvrages ou d'articles de référence ou si vous connaissez des sites web de qualité traitant du thème abordé ici, merci de compléter l'article en donnant les références utiles à sa vérifiabilité et en les liant à la section « Notes et références ».
Singles de Michiyo Heike
Kekkyoku Bye Bye Bye
(2000) Murasaki Shikibu
(2001)
 Propose  (プロポーズ) est le dixième single de la chanteuse Michiyo Heike.

## Présentation
Le single sort le 7 novembre 2001 au Japon sur le label zetima, neuf mois après le précédent single de la chanteuse, Kekkyoku Bye Bye Bye. C'est le quatrième single de la chanteuse à être écrit et produit par Tsunku, et son premier disque à sortir chez zetima. Il atteint la 31e place du classement de l'Oricon, et reste classé pendant deux semaines, se vendant à 11 980 exemplaires durant cette période.
Le single contient pour la première fois un quatrième titre : une deuxième version de la chanson-titre, en plus de la "face B" et de la version instrumentale. La chanson-titre figurera sur la compilation d'artistes du Hello! Project Petit Best 2 ~3, 7, 10~ qui sort en fin d'année, mais elle ne figurera sur aucun album de la chanteuse.

## Liste des titres
1. Propose  (プロポーズ?)
2. Papa to Mama  (パパとママ?)
3. Propose (Hard Crunch Version) (プロポーズ...?)
4. Propose (Instrumental)  (プロポーズ...?)